# آرکادیا (منطقه)
آرکادیا (یونانی: Ἀρκαδία) منطقه ای در پلوپونز مرکزی است. نام آن از شخصیت اساطیری آرکاس گرفته شده‌است و در اسطوره‌شناسی یونانی خانه خدایان هرمس و پن (اسطوره) بوده‌است. در هنرهای رنسانس اروپایی، آرکادیا به عنوان یک بیابان دست نخورده و هماهنگ تجلیل می‌شد. به این ترتیب، در فرهنگ عامه به آن اشاره شد.